# Хелмут Кол
Хелмут Йозеф Михаел Кол (на немски: Helmut Josef Michael Kohl) е германски консервативен политик от Християндемократическия съюз (ХДС).

## Биография

### Произход и образование
Роден е в семейството на Ханс Кол, който е държавен служител. Хелмут Кол е третото дете в силно религиозно католическо семейство. По-големият му брат загива по време на Втората световна война. Кол завършва гимназията „Макс Планк“. През 1950 г. се установява във Франкфурт на Майн, където следва право. През 1951 г. се прехвърля в университета в Хайделберг, където продължава обучението си по история и политически науки.

### Научна дейност
През 1956 г. Хелмут Кол става асистент на Алфред Вебер. Две години по-късно става доктор по философия, след защитата на дисертацията си на тема „Политическото развитие и реконструкцията на политическите партии след 1945 година“. За определен период от време е професор в Хайделбергския университет.

### Политическа дейност
През 1960 г. Хелмут Кол е избран за водач на ХДС и заема този пост до 1969 г. От 19 май 1969 г. е министър-председател, а през 1971 г. се кандидатира за канцлер, но не е избран. От 1966 до 1973 г. е член на федералния съвет на партията. Едва през 1982 г. става канцлер на Западна Германия – от 1 октомври 1982 до 27 октомври 1998. Председател е на ХДС от 1973 до 1998 г.
16-те години на власт като федерален канцлер на Германия са най-продължителните от времето на Ото фон Бисмарк. По негово време Германия се обединява политически, а по-късно Германия под негово ръководство подписва Маастрихтския договор. По време на неговото управление най-силно се набляга на икономиката и на международната политика на Германия. По време на неговото управление германската марка бива заменена от еврото.

## Признание
През 1988 г. заедно с президента на Франция Франсоа Митеран Хелмут Кол получава международната награда „Карл Велики“. През 1998 г. Кол е обявен от европейските държавни глави за „Почетен гражданин на Европа“ за приноса му към обединяването и сътрудничеството между европейските държави. Той е първият човек след Жан Моне, получил това отличие.